# Rolf Andreassen
Rolf Siljan Andreassen (ur. 3 kwietnia 1949 w Drammen) – norweski wioślarz. Srebrny medalista olimpijski z Montrealu.

## Kariera sportowa
Wystąpił na igrzyskach olimpijskich w Monachium w 1972, zajmując siódme miejsce w dwójkach bez sternika. Na rozgrywanych cztery lata później igrzyskach olimpijskich w Montrealu osada Norwegii w składzie: Ole Nafstad, Arne Bergodd, Finn Tveter i Rolf Andreassen zdobyła srebrny medal w czwórkach bez sternika. W finale uplasowali się o 3,80 sekundy za osadą NRD a o 1,30 sekundy wyprzedzili osadę ZSRR. 
Ponadto w czwórkach bez sternika wywalczył brązowy medal na mistrzostwach Europy w Moskwie (1973).